# Suzuka no Ōkimi
O príncipe Suzuka no Ōkimi (鈴鹿王, [- 745] Erro: {{japonês}}: texto da transliteração contém caractere não latino (pos 9) (ajuda))  foi membro da família imperial  e político durante o Período Nara da história do Japão.

## Vida
Suzuka foi o terceiro filho de Takechi no Miko e irmão mais novo do príncipe Nagaya.
Em 731 foi nomeado Sangi
Ocupou o cargo de Daijō Daijin de 737 até sua morte em 745.
A queda dos quatro irmão Fujiwara (os quatro filhos de Fuhito: Muchimaro , Fusasaki, Umakai e Maro) foi acompanhada por uma mudança de poderes dando maior influencia aos nobres intimamente relacionados ao imperador e menor para a aristocratas desses grandes clãs não-imperiais como os Fujiwara. A mudança foi mais evidente para as nomeações do Daijō-kan que ocorreram em 737 e 738. Em primeiro lugar, o príncipe Suzuka foi nomeado Daijō Daijin. Depois Tachibana no Moroe foi promovido para Udaijin, a posição ocupada por Fujiwara no Muchimaro antes de sua morte alguns meses antes.
Desde o início houve uma disputa pelo controle do Daijō-kan entre Moroe e Suzuka, onde Moroe conseguiu dominar o Conselho. Depois que o Imperador Shōmu voltou para Nara – que voltou a ocupar o papel de Capital em 745 – Moroe ficou seriamente doente. E nunca mais gozou de boa saúde e sua doença alimentou a velha disputa sobre quem deveria sucedê-lo. Príncipe Suzuka, o único rival sério de Moroe no Conselho, morreu neste mesmo ano. Quando ninguém foi nomeado para substituí-lo como Daijō Daijin, a tensão entre os príncipes e as facções Fujiwara aumentaram. Na época, Fujiwara no Fujimaro estava subindo para posições mais altas no Daijō-kan, avançando ainda mais depressa depois da morte da imperatriz Gensho em 748, Shōmu abdicou no ano seguinte, e sua filha, a princesa Abe (que tinha uma mãe Fujiwara) ocupou o trono como imperatriz Koken, o que marcou o fim dos anos de controle de Moroe.
| Precedido por Príncipe Toneri no Miko | 6º Daijō Daijin (737 - 745) | Sucedido por Fujiwara no Nakamaro |